# Heidemarie Unterreiner
Heidemarie Unterreiner (24 de Fevereiro de 1944 – 1 de Junho de 2025) foi uma política austríaca. Membro do Partido da Liberdade, serviu no Conselho Nacional de 2008 a 2013. Estudou filosofia na Universidade Karl Franzens.
Unterreiner faleceu em Viena no dia 1 de Junho de 2025, aos 81 anos.